# Van Gogh – An der Schwelle zur Ewigkeit
Van Gogh – An der Schwelle zur Ewigkeit (Originaltitel At Eternity’s Gate) ist eine Filmbiografie von Julian Schnabel, die am 3. September 2018 im Rahmen der Filmfestspiele von Venedig ihre Weltpremiere feierte, am 16. November 2018 in ausgewählte US-amerikanische Kinos und am 18. April 2019 in die deutschen Kinos kam.
Im Rahmen der Oscarverleihung 2019 wurde Willem Dafoe für seine Darstellung von Vincent van Gogh als bester Hauptdarsteller nominiert.

## Handlung

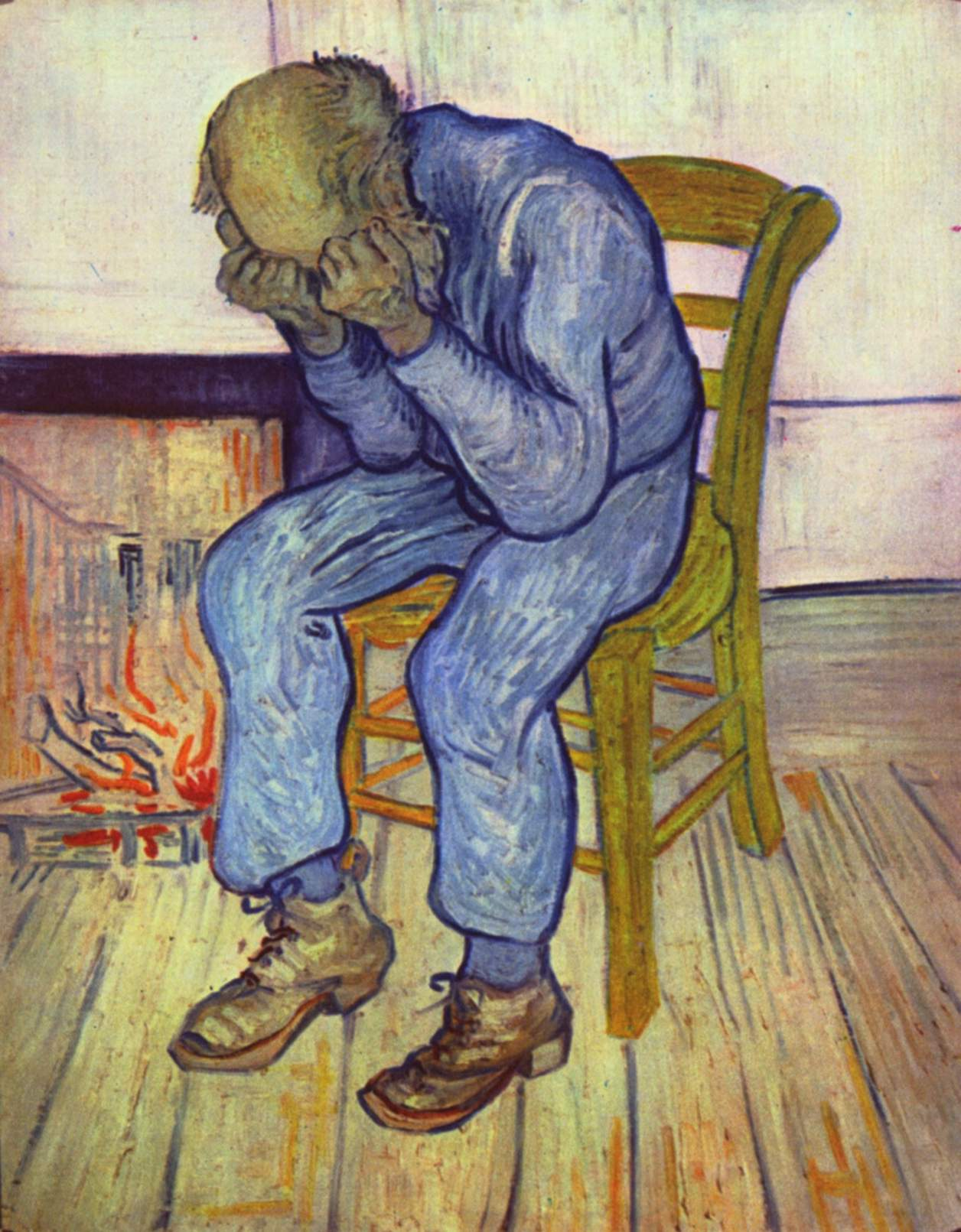
An der Schwelle zur Ewigkeit. Gemälde von Vincent van Gogh, 1890

Nachdem der niederländische Maler Vincent van Gogh in Paris ein Mitglied der Kunstszene war und hier Malerkollegen wie Paul Gauguin kennenlernte, geht er im Jahr 1888 nach Arles. In der südfranzösischen Natur wird die Malerei endgültig zum Lebensinhalt. Allerdings hat er auch mit Anfällen zu kämpfen, bei denen er gegenüber anderen aggressiv wird, sich hinterher aber nicht daran erinnern kann. Sein geliebter Bruder Theo van Gogh, der ihn finanziell unterstützt, besucht ihn im Krankenhaus. Auch Gauguin kommt für einige Zeit nach Arles; mit ihm hat er fruchtbare Diskussionen. Dessen Abreise führt zu einem erneuten Zusammenbruch bei van Gogh, und er ist einverstanden, in eine Nervenheilanstalt nach Saint-Rémy eingewiesen zu werden. Dort kann er zwar malen, stößt mit seiner Kunst aber auf Unverständnis. Nach seiner Entlassung geht er zunächst nach Paris zu seinem Bruder, der ihm eine Bleibe in einem Gasthof in Auvers-sur-Oise vermittelt, wo der Arzt und Kunstfreund Paul Gachet sich um ihn kümmert. Dort wird er beim Malen von zwei bewaffneten Jünglingen attackiert, einer davon schießt ihm in den Bauch. Gegenüber Gachet kann er nicht sagen, was passiert ist. Van Gogh stirbt an der Schussverletzung; an seinem Sarg werden seine Gemälde ausgestellt, welche die Trauergäste mitnehmen dürfen.

## Produktion

### Filmtitel und Stab
Der Originaltitel ist die englische Übersetzung des Titels des Gemäldes An der Schwelle zur Ewigkeit von Vincent van Gogh aus dem Jahr 1890. Das Gemälde gilt als ein Ausdruck von Depression. In Arles hatte sich Van Gogh angeblich selbst sein Ohr abgeschnitten. Mit wachsender Popularität des Malers stellten Ärzte und Psychologen postum und ohne abschließendes Ergebnis anhand von Bildern, Briefen und Aufzeichnungen eine Vielzahl alternativer Diagnosen, bei denen auch die Depressionen des Künstlers zum Vorschein kamen.
Regie führte Julian Schnabel, der gemeinsam mit Jean-Claude Carrière auch das Drehbuch schrieb. Carrière war 2015 für sein Lebenswerk mit einem Ehrenoscar ausgezeichnet worden. Die Filmmusik komponierte Tatiana Lisovskaya. Der Soundtrack zum Film wurde am 16. November 2018 von Filmtrax als Download veröffentlicht.

### Besetzung
Im Rahmen der Filmfestspiele in Cannes 2017 wurde bekannt, dass Willem Dafoe die Rolle von Van Gogh übernimmt. Rupert Friend übernahm die Rolle seines Bruders Theo Van Gogh, Oscar Isaac spielt den Maler Paul Gauguin. Die Rolle von Van Goghs Arzt Dr. Paul Gachet wurde mit Mathieu Amalric besetzt.

### Synchronisation
Die deutsche Synchronfassung entstand bei der Cinephon Filmproduktions GmbH, Berlin. Wolfgang Ziffer schrieb das Dialogbuch und führte Regie.
| Rolle                   | Schauspieler       | Sprecher           |
| ----------------------- | ------------------ | ------------------ |
| Vincent van Gogh        | Willem Dafoe       | Reiner Schöne      |
| Theo van Gogh           | Rupert Friend      | Christoph Banken   |
| Paul Gauguin            | Oscar Isaac        | Viktor Neumann     |
| der Priester            | Mads Mikkelsen     | Axel Malzacher     |
| Dr. Paul Gachet         | Mathieu Amalric    | Olaf Reichmann     |
| Madame Ginoux           | Emmanuelle Seigner | Christin Marquitan |
| Johanna van Gogh-Bonger | Amira Casar        | Sanam Afrashteh    |
| Patient                 | Niels Arestrup     | Axel Lutter        |
| Dr. Felix Ray           | Vladimir Consigny  | Ozan Ünal          |
| Gaby                    | Stella Schnabel    | Manja Doering      |
| Albert Aurier           | Alan Aubert        | Wolfgang Ziffer    |
| Mädchen auf der Straße  | Lolita Chammah     | Nora Moltzen       |

### Dreharbeiten und Ausstattung
Die Dreharbeiten fanden zwischen November 2017 und Februar 2018 in Arles (Bouches-du-Rhône) und in Auvers-sur-Oise (Val-d’Oise) in Frankreich statt. Als Kameramann fungierte Benoît Delhomme, als Szenenbildnerin Cécile Vatelot. Für die Gestaltung der Kostüme zeichnete Karen Muller Serreau verantwortlich.

### Veröffentlichung
Der Film wurde am 3. September 2018 im Rahmen der Filmfestspiele von Venedig uraufgeführt, wo er im Hauptwettbewerb gezeigt wurde und für den Goldenen Löwen nominiert war. Am 14. Oktober 2018 wurde er als Abschlussfilm beim New York Film Festival gezeigt. Am 16. November 2018 kam der Film in ausgewählte US-amerikanische Kinos. Der Kinostart in Deutschland erfolgte am 18. April 2019. Ende August 2019 wird er beim Festival des deutschen Films vorgestellt.

## Rezeption

### Altersfreigabe und Kritiken
In den USA wurde der Film von der MPAA als PG-13 eingestuft. In Deutschland wurde der Film von der FSK ab 6 Jahren freigegeben.
Peter Bradshaw vom Guardian meint, Julian Schnabel schaffe es mit dem Film herausragende Momente einzufangen, wie Vincent van Gogh mit glühender Überzeugung malte. In wortlosen Passagen zeige der Film van Gogh, wie dieser durch die Landschaft schreitet, fast betäubt von dieser, und auf Feldern oder in Obstgärten schimmerten die Farben, wobei sie mit dem Sonnenlicht konkurrierten. Was die zwei legendären Momente in van Goghs unglücklichem Leben angehe, dramatisiere Schnabel nicht, was eine kluge Entscheidung sei, so Bradshaw. Der Film akzeptiere zudem auch die Theorie, dass sich Van Gogh nicht selbst das Leben nahm, sondern von einem Delinquenten erschossen wurde.

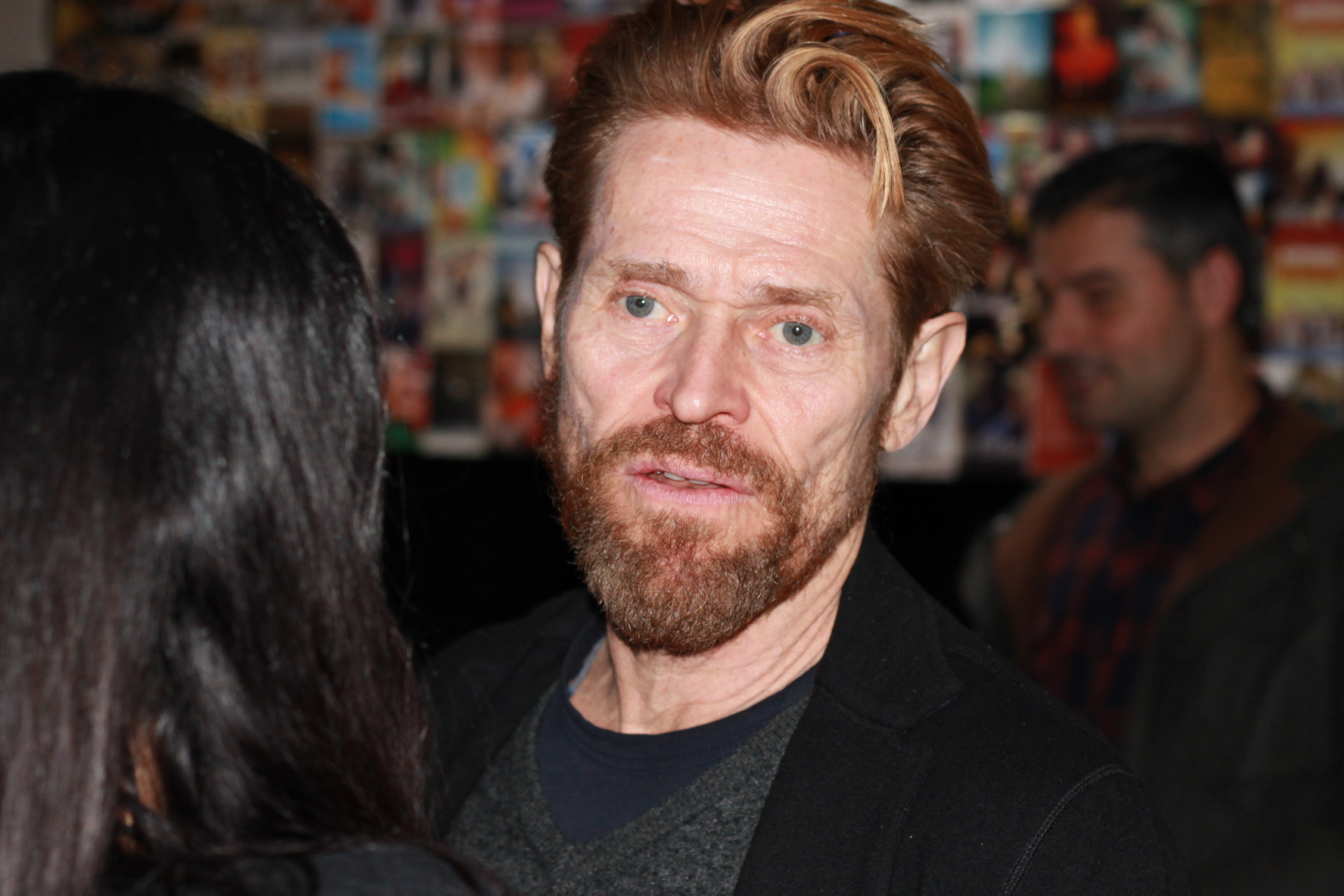
Willem Dafoe um die Zeit des Drehbeginns herum beim Film Festival in Lissabon

David Rooney von The Hollywood Reporter meint, Oscar Isaac spiele Paul Gauguin mit einer unterhaltsamen Arroganz, was in einem guten Kontrast zu Willem Dafoes dunkleren Stimmungen in dessen Rolle von Vincent van Gogh stehe. Gleichzeitig nähre dessen Gesellschaft ihn aber auch ganz offensichtlich. Mit seinen zerklüfteten Zügen und den durchdringenden blauen Augen, die unter einem zerbeulten Strohhut hervorschauen, erinnere Dafoe voll und ganz an den van Gogh, den man von dessen Selbstporträts kennt. Schnabel habe die Filmbiografie mit einer belebenden und rauen Vitalität angelegt. Die Filmmusik von Tatiana Lisovskaya verwende vorzugsweise Dissonanz und die scheppernden Töne klängen, wie auf einem alten, heruntergekommenen Kneipenklavier gespielt, das gestimmt werden muss.
Über die Arbeit von Kameramann Benoît Delhomme, der mit einer Handkamera und mit vielen Weitwinkelobjektiven arbeitete, sagt Rooney, die rasende Unruhe, die von den Aufnahmen ausgehe, spiegele die unruhige Perspektive eines gestörten Geistes wider. Bei Landschafts- und Naturaufnahmen nehme Delhommes Kamera jede kontrastierende Textur von Erde, Gras, Blättern, Ästen und Baumwurzeln auf dem sanften Weideland und dem rauen Felsgelände auf, und eine der faszinierendsten Aufnahmen sei die von einem Feld mit toten Sonnenblumen. Ein Satz aus dem Film hebt Rooney in diesem Zusammenhang besonders hervor. „Wenn ich einer Landschaft gegenüberstehe, sehe ich nichts als die Ewigkeit“, sagt Vincent in einer Szene. Auch bemerkt der Filmkritiker die Verwendung von natürlichen Klangelementen in solchen Szenen, wie das Geräusch von Wind. Rooney frustrierte allerdings, dass die außergewöhnlich kreative Schaffensphase Van Goghs in dessen letzten Lebensjahren, in der er rund 70 Gemälde schuf, die später zu den größten der Geschichte gezählt werden sollten, auf eine Fußnote reduziert und nicht vollständig dargestellt wurde.
Von der Filmzeitschrift epd Film wurde Van Gogh – An der Schwelle zur Ewigkeit zum Film des Monats April 2019 bestimmt. Barbara Schweizerhof schreibt dort, Willem Dafoe spiele van Gogh mit einer solch fesselnden Mischung aus Empfindsamkeit, Erleuchtung und wahnhaftem Trotz, dass man die Augen kaum abwenden kann und beschreibt den Film als „ein Porträt von ergreifender Traurigkeit, das zugleich die Kunst des gepeinigten Mannes feiert.“ Ihr Kollege Rudolf Worschech erklärt, Schnabel und sein Kameramann Benoît Delhomme hätten viele Szenen aus der Perspektive van Goghs gedreht, mit einer ruhigen Handkamera, um die Vision des Künstlers umzusetzen. Sie hätten sich die Freiheit genommen, den unteren Rand des Bildes auch verschwommen zu zeigen oder dessen Eindruck mit Filtern zu verstärken. Auch auf die Korrelation von Genie und Wahnsinn, ein beliebter Topos von Künstlerlebensläufen, verzichte Schnabel, so Worschech.

### Einsatz im Schulunterricht
Das Onlineportal kinofenster.de empfiehlt den Film für die Unterrichtsfächer Kunst, Ethik, Religion, Englisch und Deutsch und bietet Materialien zum Film für den Unterricht. Dort schreibt Jörn Hetebrügge, es liege nahe, dass sich Van Gogh – auf der Schwelle zur Ewigkeit im schulischen Kontext für den Kunstunterricht anbiete. Aufgrund der anspruchsvollen Form empfehle sich dabei ein Einsatz in höheren Jahrgängen und leistungsstärkeren Klassen: „Über die Auseinandersetzung mit van Goghs künstlerischem Prozess hinaus, erscheint es lohnend, van Goghs impulsiv-spontanes Malen vor dem Objekt im Vergleich zu Gauguins handwerklicherer Herangehensweise zu thematisieren.“

### Auszeichnungen
Golden Globe Awards 2019
- Nominierung als Bester Hauptdarsteller (Willem Dafoe)

Internationale Filmfestspiele von Venedig 2018
- Nominierung für den Goldenen Löwen (Julian Schnabel)
- Auszeichnung als Bester Schauspieler (Willem Dafoe)

Oscarverleihung 2019
- Nominierung als Bester Hauptdarsteller (Willem Dafoe)

Satellite Awards 2018
- Auszeichnung als Bester Filmschauspieler (Willem Dafoe)[18]